# Bauhinia aurea
Bauhinia aurea är en ärtväxtart som beskrevs av Augustin Abel Hector Léveillé. Bauhinia aurea ingår i släktet Bauhinia och familjen ärtväxter. Inga underarter finns listade i Catalogue of Life.